# Jimmy Riley
Jimmy Riley, geboren als Martin James Norman Riley  (Kingston, 22 mei 1954 – New York, 23 maart 2016) was een Jamaicaans zanger.

## Biografie
Halfweg de jaren 60 begon Riley met de band The Sensations. In 1967 verliet hij de groep om solo verder te gaan. In 1983 had hij succes met een eigen versie van Sexual Healing van Marvin Gaye.
Riley overleed in 2016 op 61-jarige leeftijd.
- Bibliothèque nationale de France: cb142207112 (data)
- International Standard Name Identifier: 0000 0000 5518 7678
- Library of Congress Control Number: no98035170
- MusicBrainz: 6ccbd8db-2e23-4a64-a865-420e4a8e507f
- Nationale Bibliotheek van Tsjechië: xx0144692
- Virtual International Authority File: 59295873
- WorldCat: E39PBJyhhtP4qv7FrKpGHqcVmd